# Луна 1975А
Луна 1975А (също Луна Е-8-5М № 412) е пети съветски опит за изстрелване на сонда към Луната, която да се превърне в поредния автоматичен апарат кацнал меко на Луната, събрал и върнал на Земята проби от лунната почва и скални образци чрез дълбоко сондиране (до 2,5 m). Поради проблем с ракетата-носител сондата не излиза в орбита.

## Полет
Стартът е даден на 6 февруари 1970 г. от космодрума Байконур в Казахска ССР с ракета-носител „Протон“. Поради проблем в с помпа на двигателите на Блок Д сондата не достига до орбита. Ракетата и апарата се разбиват на Земята.